# Professional Service Firm
Eine Professional Service Firm ist ein Unternehmen, das wissensintensive Dienstleistungen für Kundenunternehmen anbietet. Damit sind Freiberufsdienstleister ein Ergebnis des Trends zur Wissens- und Dienstleistungsgesellschaft.
Dies sind vor allem Wirtschaftsprüfungsunternehmen, Steuerberatungsunternehmen, Unternehmens- und Personalberatungen, Anwaltskanzleien, Investmentbanken, Ingenieursdienstleistungen, Versicherungsmakler und auch Werbeagenturen.

## Abgrenzung
Professional Service Firms sind Unternehmen des Dienstleistungssektors. Dienstleistungen lassen sich von Industriegütern insbesondere anhand von zwei konstitutiven Merkmalen unterscheiden: der Immaterialität und der Integration des Kunden in die Leistungserstellung. Da die für Dienstleistungen geltenden Attribute für Professional Services meist ebenfalls zutreffen und besonders stark ausgeprägt sind, werden diese auch als reine und besonders typische Form der Dienstleistung beschrieben.
Damit geht gleichzeitig eine Unterscheidung von anderen (Dienstleistungs-)Branchen über erfolgskritische Ressourcen einher.
Für Professional Service Firms können drei Ressourcen identifiziert werden, die den Unternehmenserfolg maßgeblich beeinflussen: Wissen, Beziehungskompetenz und Reputation.

## Archetypen
Bei Professional Service Firms wird im Allgemeinen zwischen zwei Archetypen unterschieden:
- Professional Partnership (p2)
- Managed Professional Business (MBP)